# Pierre Louvet
Pierre Louvet (3 de fevereiro de 1617-1684, ?) foi um historiador e arquivista francês do século XVII. Ele foi um dos poucos décimo sétimo historiadores que trabalhou como arquivista e o único a se especializar em história local.

## Principais publicações
- 1657: Remarques sur l'histoire du Languedoc, etc., Toulouse, in-4° ; reprinted under the title Abrégé de l'histoire du Languedoc et des princes qui y ont commandé, Nîmes, 1662, in-8°.
- 1659: Traité en forme d'abrégé de l'histoire d'Aquitaine, etc., Bordeaux 1659, in-4°
- 1662-1663: Inventaire du Grand Chartrier, Montpellier, 1 vol.[2]
- 1674: La France dans sa splendeur, Lyon, 2 vol. in-12
- 1676: Abrégé de l'histoire de Provence, Aix en Provence, 2 vol. in-12
- 1679: Histoire des troubles de Provence, depuis son retour à la couronne (1481) jusqu'à la Peace of Vervins (1598), ibid., 2 vol. in-12.
- 1680: Additions et illustrations sur l'histoire de Provence, ibid., 2 vol. in-12
- 1672: Histoire de Villefranche, capitale du Beaujolais, Lyon, in-8°.
- 1673–1680: Le Mercure hollandais, ou Conquete du roi en Hollande, en Franche-Comté, en Allemagne et en Catalogne, depuis l'an 1672 jusqu'à la fin de 1672, Lyon, 10 vol. in-12.